# 조제 보베
조제프 "조제" 보베(프랑스어: Joseph "José" Bové, 1953년 6월 11일 ~ )는 프랑스 altermondialisme의 대표적 운동가이다.